# Danaea jenmanii
Danaea jenmanii är en kärlväxtart som beskrevs av Underw.. Danaea jenmanii ingår i släktet Danaea, och familjen Marattiaceae. Inga underarter finns listade i Catalogue of Life.